# Dranske
Dranske er en by og kommune i det nordøstlige Tyskland, beliggende under Landkreis Vorpommern-Rügen på øen Rügen. Landkreis Vorpommern-Rügen ligger i delstaten Mecklenburg-Vorpommern. Dranske er beliggende på halvøen Wittow, hvis sydende er en del af Nationalpark Vorpommersche Boddenlandschaft.
- Wikimedia Commons har flere filer relateret til Dranske